# Şandalī-ye Gāv Mīshī
Şandalī-ye Gāv Mīshī är en ort i Iran.   Den ligger i provinsen Khuzestan, i den centrala delen av landet, 500 km söder om huvudstaden Teheran. Şandalī-ye Gāv Mīshī ligger 128 meter över havet och antalet invånare är 364.
Terrängen runt Şandalī-ye Gāv Mīshī är platt. Runt Şandalī-ye Gāv Mīshī är det ganska tätbefolkat, med 58 invånare per kvadratkilometer. Närmaste större samhälle är Rāmhormoz, 9,5 km norr om Şandalī-ye Gāv Mīshī. Trakten runt Şandalī-ye Gāv Mīshī består till största delen av jordbruksmark.